# Arcana (zespół muzyczny)
Arcana – szwedzki zespół, powstały w 1993 roku, tworzący muzykę inspirowaną muzyką poważną, średniowieczną oraz ogólnie instrumentalną, urozmaicaną partiami wokalnymi. W muzyce zespołu słuchać liczne nawiązania do twórczości Dead Can Dance, czego członkowie grupy nie kryją.
Arcana była pomysłem Peter Bjärgö (Peter Pettersson), zaprosił do współpracy Idę Bengtsson. Ostatnie nagranie z nią jako wiodącym żeńskim wokalem można odsłuchać na płycie z 1999 (...The Last Embrace); od 2003 roku jako Ia Bjärgö odpowiedzialna jest ona za żeński chór. Skład zespołu zmieniał się wielokrotnie; obecnie – poza parą Bjärgö – zasilają go Ann-Mari Thim (wokal) oraz Stefan Eriksson (chór, keyboard, dodatkowe instrumenty).

## Dyskografia
- (1996) The Hearts of Shadow Gods (Split)
- (1996) Dark Age of Reason (LP)
- (1997) Lizabeth (SP)
- (1997) Cantar de Procella (LP)
- (1999) Isabel (SP)
- (2000) ...The Last Embrace (LP)
- (2002) Body of Sin (SP)
- (2002) Inner Pale Sun (LP)
- (2004) The New Light (LP)
- (2004) Le Serpent Rouge (LP)
- (2008) Raspail (LP)
- (2012) As Bright As A Thousand Suns (LP)